# 관측천문학
관측천문학(觀測天文學, observational astronomy)은 이론 천문학에 대해 데이터의 기록과 관련된 천문학의 한 분야이다. 망원경 및 기타 장비를 이용한 천체 관측의 실천이다.

## 같이 보기
- 천체관측